# Christian III d'Oldenbourg
Pour les articles homonymes, voir Christian III.
Christian III est comte d'Oldenbourg de 1270 environ à 1285.

## Biographie
Christian III est le fils du comte Jean Ier d'Oldenbourg et de son épouse Richeza de Hoya. Il succède à son père à sa mort, vers 1270, conjointement avec son frère cadet Othon II. Les deux frères procèdent à un partage de leur domaine vers 1278 : Christian conserve Oldenbourg, tandis qu'Othon fonde la lignée des seigneurs de Delmenhorst qui s'éteint en 1436.

## Mariage et descendance
Christian III et son épouse Jutta de Bentheim ont trois fils :
- Jean II (mort en 1315), comte d'Oldenbourg ;
- Christian (mort en 1314) ;
- Othon (mort en 1348), archevêque de Brême (1344-1348).